# Næsekakadu
Næsekakadu (latin: Cacatua pastinator) er en fugl i familien kakaduer i ordenen papegøjer, der lever i det sydvestlige Australien.